# Stanisław Pachołowiecki
Stanisław Pachołowiecki (biał. Станіслаў Пахалавецкі; II połowa XVI w.) – polski kartograf. Jako kartograf Stefana Batorego brał udział w kampaniach moskiewskich (1579–1581). Za swoją działalność w czasie wojny został nobilitowany. 

…Stanisław Pachołowicki, sekretarz królewski, człek zdolny i waleczny, który za okazane pod Pskowem męstwo otrzymał dostojność szlachecką z herbem nowym zwanym Pskowczyk, i który był topografem przy królu, zrysował w obozie plan strategiczny miasta z okazaniem stanowiska wojsk oblegających, a przytem na drugim planie mapę księstwa połockiego, do czego dodał plany innych zamków w tej ziemi zdobytych przez króla, co wszystko wyrył na miedzi w r. 1580 Jan Chrzciciel de Cavaleriis w Rzymie (ob. "Obsidio et expugnatio munitiss. arcis polocensis per sereniss. Stephanum Poloniae Regem". Delineavit in ipsis castris Stan. Pacholowicki, Joan-Baptisa de Cavaleriis Romae tipis aeneis incidebat An. Dom. 1580)

W okresie wojny z Moskwą wykonał szereg prac kartograficznych, z których zachował się tzw. Atlas Księstwa Połockiego z 1579. Składa się on z mapy przedstawiającej Księstwo Połockie (województwo połockie), mapy Połocka wraz z jego oblężeniem w sierpniu 1580 oraz map-widoków sześciu twierdz zdobytych przez armię Stefana Batorego w 1579: Koziany, Krasne, Sitno, Sokół, Susza i Turowla. Atlas został wydany w formie miedziorytów przez Giovanniego Battistę Cavalieriego  w Rzymie w 1580. Jest to pierwszy polski atlas.